# إي. ييل دوسن
إي. ييل دوسن (بالإنجليزية: Elmer Yale Dawson)‏ هو عالم طحالب ‏ وعالم نبات أمريكي، ولد في 31 مارس 1918 في كريستون في الولايات المتحدة، وتوفي في 22 يونيو 1966 في البحر الأحمر بسبب غرق.